# 金山信貞
金山 信貞（かなやま のぶさだ、? - 天正元年〈1573年〉11月）は、戦国時代の武将。三好義継の側近。信貞以前には長信（ながのぶ）という諱を用いた。官途名は駿河守。

## 生涯
信貞は、幕府奉公衆・金山氏の一族。金山氏は、丹波国天田郡佐々木荘下山保（京都府福知山市）の地頭職を務めた、常陸国出身の大中臣那賀氏の子孫で、佐々木荘の内の金山の地名を姓とした。
永禄3年（1560年）に比定される丹波奥郡在国の奉公衆・金山晴実の書状に在京する「同名駿河守」の名が記されており、これが信貞であると考えられる。三好義継の家臣としての金山駿河守（信貞）の姿は永禄6年（1563年）に初めて現れ、当時十河氏の当主だった義継（十河重存）に近侍していた。義継の父の十河一存の頃には十河氏家臣としての金山氏は見えず、信貞が義継に仕えるようになった経緯は不明である。
永禄7年（1564年）7月に三好長慶が死去し、義継がその跡を継ぐと、「長信」の実名を名乗っていた信貞は義継の側近・奉行人として、瓦林長房や長松軒淳世と共に文書の発給を行うなどしている。
永禄8年（1565年）5月の永禄の変の後の、同年11月16日、三好長逸・三好宗渭・石成友通の3人（三好三人衆）が1,000人ほどの兵を率いて飯盛城（大阪府大東市・四條畷市）へと入り、義継に松永久秀を見放すよう訴えた。その際、長松軒淳世と金山駿河守（信貞）が殺害されたとの記事が『多聞院日記』に記される。長松軒淳世はこれ以後姿が見えないため、実際に殺されたとみられるが、金山駿河守の殺害は誤りと考えられる。この事件を受けて駿河守は、三好長慶から偏諱を受けたとみられる「長信」という名乗りを止め、翌月20日付の文書に「信貞」と署名している。
これ以降の義継を擁する三好三人衆と松永久秀・久通父子の争いの中、三人衆方では阿波三好家重臣の篠原長房によって堺公方・足利義維の子の義栄が擁立された。これに伴い、三人衆方における義継の地位は低下し、永禄9年（1566年）後半には義継や信貞ら義継の奉行人による発給文書はほとんど見られなくなった。なお、義継らの政治活動が見られなくなるこの状況については、義栄擁立に伴う付帯的なものという説の他、三人衆が意図的に引き起こしたものとの見方もある。こうした中で、永禄10年（1567年）2月、義継は突如出奔して松永久秀と結んだ。義継と久秀の間の仲介を行ったのは信貞であるとされる。
永禄11年（1568年）10月、足利義昭が上洛して将軍に就任すると、義継はその幕府の構成員となり、信貞は義継の側近・奉行人として文書発給を再び行うようになる。この後、義継と三人衆が再度連係した後も、信貞の文書発給は続いている。
天正元年（1573年）11月、織田信長家臣の佐久間信盛により、義継の居城・若江城（東大阪市）が攻められた。この時、義継の被官である多羅尾綱知・池田教正・野間康久によって、信貞は自害させられた。綱知らは信貞を君側の奸として殺害することで義継の助命を図ったとも考えられるが、この後、義継も自害することとなった。